# Наземна розвідка
Наземна розвідка, або наземна розвідка, — це вид розвідки, який використовується за елементами наземної війни. Це збір розвідданих, що суворо включає маршрути, райони, зони (орієнтовані на місцевість); і противника (орієнтовані на силу). Наземна розвідка вважається найефективнішим видом розвідки, але й найповільнішим способом отримання інформації про місцевість і противника.
Ті підрозділи, які контактують з ворогом, особливо патрулі, є одними з найнадійніших джерел інформації. Бойові інженери також є хорошим джерелом інформації. Ці інженерні підрозділи ведуть інженерну розвідку місцевості і можуть давати детальну доповідь про лінії зв'язку ; тобто дороги, річки, залізничні лінії, мости та перешкоди для маневру.